# Sammy Nelson
Samuel „Sammy“ Nelson (* 1. April 1949 in Belfast) ist ein ehemaliger nordirischer Fußballspieler, der den Großteil seiner Karriere beim FC Arsenal verbrachte. Mit der nordirischen Nationalmannschaft nahm er an der Fußball-Weltmeisterschaft 1982 in Italien teil.

## Spielerkarriere

### FC Arsenal (1966–1981)
Der zuvor in der Reservemannschaft aktive Sammy Nelson debütierte am 25. Oktober 1969 im Alter von 20 Jahren für den FC Arsenal in der Football League First Division 1969/70. Ein Jahr später gewann der lediglich in vier Spielen eingesetzte Nelson mit seiner Mannschaft die englische Meisterschaft. Beim Titelgewinn (2:1 gegen den FC Liverpool) im FA Cup 1970/71 wurde er von Trainer Bertie Mee nicht für den Kader der Finalpartie nominiert. Im Europapokal der Landesmeister 1971/72 scheiterte das Team im Viertelfinale am niederländischen Meister und späteren Titelgewinner Ajax Amsterdam (1:2 und 0:1). Nachdem er 1971/72 von der Verletzung des auf der linken Verteidigerposition gesetzten Bob McNab profitiert hatte, reduzierten sich seine Einsatzzeiten ein Jahr später wieder deutlich.
Erst nachdem McNab Arsenal 1975 nach neun Jahren verließ, etablierte sich Sammy Nelson (36 Ligaspiele) in der Football League First Division 1975/76 als Stammspieler. Im FA Cup 1978/79 gewann der FC Arsenal den Titel durch ein 3:2 im Finale gegen Manchester United. Nachdem er beim Titelgewinn acht Jahre zuvor noch ohne Einsatz geblieben war, wurde Nelson vom neuen Trainer Terry Neill in dieser Partie eingesetzt. Auch im Europapokal der Pokalsieger 1979/80 agierte der Verein erfolgreich und verpasste den Titelgewinn nach einer 4:5-Niederlage nach Elfmeterschießen im Finale gegen den FC Valencia denkbar knapp. Bereits 1978 hatte er mit seinen Mitspielern Pat Jennings, David O’Leary und Pat Rice im Finale des prestigeträchtigen FA Cup gestanden, die Partie jedoch mit 0:1 gegen Ipswich Town verloren. 1980 gelang der Mannschaft um den in der 61. Minute eingewechselten Nelson der dritte Einzug in Serie in das Finale des FA Cup 1979/80 (0:1 gegen West Ham United). Die Football League First Division 1979/80 beendete er mit Arsenal auf dem vierten Tabellenplatz und erzielte in 35 Ligaspielen zwei Treffer. Nach der Verpflichtung des englischen Nationalspielers Kenny Sansom im Sommer 1980 verlor Sammy Nelson seinen Stammplatz als linker Verteidiger und verließ ein Jahr später im September 1981 den Verein.
Seine letzten beiden Spielzeiten verbrachte er bei Brighton & Hove Albion. 1982/83 stieg er mit seiner neuen Mannschaft als Tabellenletzter in die zweite Liga ab. Brighton erreichte in der gleichen Saison überraschend das  Finale des FA Cup 1982/83, verlor jedoch ohne den nicht eingesetzten Nelson gegen Manchester United.

### Nordirische Nationalmannschaft (1970–1982)
Sammy Nelson debütierte am 21. April 1970 für die nordirische Nationalmannschaft bei einer 1:3-Niederlage in England. 1982 wurde er von Nationaltrainer Billy Bingham in den nordirischen WM-Kader für die Fußball-Weltmeisterschaft 1982 in Spanien nominiert und bestritt  das letzte Gruppenspiel (1:0 gegen Spanien). Nach dem überraschenden Gruppensieg vor Gastgeber Spanien kam er auch im ersten Gruppenspiel der Zwischenrunde zum Einsatz, schied mit Nordirland jedoch nach einem 2:2 gegen Österreich und einer 1:4-Niederlage gegen Frankreich aus dem Turnier aus.

## Titel und Erfolge
- Englischer Meister: 1971
- FA-Cup-Finalist: 1978 und 1980
- FA-Cup-Sieger: 1979
- Finalist Pokalsiegerpokal: 1980